# Chuangye (sockenhuvudort i Kina, Heilongjiang Sheng, lat 46,92, long 130,65)
Chuangye (kinesiska: 创业, 创业乡) är en sockenhuvudort i Kina. Den ligger i provinsen Heilongjiang, i den nordöstra delen av landet, omkring 330 kilometer nordost om provinshuvudstaden Harbin. Antalet invånare är 13 278. Befolkningen består av 6 477 kvinnor och 6 801 män. Barn under 15 år utgör 14,0 %, vuxna 15-64 år 78 %, och äldre över 65 år 7,0 %.
Runt Chuangye är det ganska tätbefolkat, med 60 invånare per kvadratkilometer. Närmaste större samhälle är Songjiang, 18,6 km sydväst om Chuangye. Trakten runt Chuangye består till största delen av jordbruksmark.
Genomsnittlig årsnederbörd är 846 millimeter. Den regnigaste månaden är juli, med i genomsnitt 213 mm nederbörd, och den torraste är januari, med 7 mm nederbörd.